# セコムテクノサービス
セコムテクノサービス株式会社（SECOM Techno Service Co., Ltd.）は、セコムグループの一社でセキュリティーに関する設備工事・保守を行う企業。
2011年7月1日をもってセコム株式会社と合併した。

## 沿革
- 1970年5月 - 日警電設株式会社設立。
- 1983年12月 - セコム電工株式会社に社名変更。
- 1986年11月 - セコムサービス株式会社に社名変更。
- 1995年7月 - セコムメンテナンス株式会社と合併し、現社名に変更。
- 1999年10月 - 東京証券取引所2部上場。
- 2011年7月 - セコム株式会社と合併。